# Lenguas tequistlateco-jicaques
Las lenguas tequistlateco-jicaques (también llamadas tolatecas) forman una familia de lenguas indígenas de América habladas en el sur de México y Honduras, por unas 4500 personas en total.

## Clasificación
Tradicionalmente se había considerado a las lenguas jicaque-tol como parte de las  lenguas hokanas sobre una evidencia de unas pocas decenas de palabras. Sin embargo, Campbell (1974) con una colección de datos de mayor calidad y más extensa para el jicaque demostró convicentemente el parentesco de las lenguas jicaque-tol con las lenguas tequistlatecas. Como indicidentalmente el tequistlateco había sido relacionado con las lenguas hokanas, esto sugiere un vínculo de las lenguas tequistlateco-jicaques con el hokano aunque eso no ha sido probado de manera convincente.

### Lenguas de la familia
Las lenguas agrupadas dentro de esta familia son:
- Las lenguas tequistlatecas que incluyen:
  - El Tequistlateco, propiamente dicho, que está probablemente extinto.
  - El Chontal oaxaqueño de las tierras bajas o  Huamelulteco.
  - El Chontal oaxaqueño de las tierras altas.
- Las lenguas jicaque-tol que incluyen:
  - El jicaque oriental, tol o tolupán.
  - El jicaque occidental.

### Relación con otras lenguas
Como se ha señalado muchos lingüistas consideran posible que las lenguas tequistlateco-jicaque estén relacionadas con la controvertida familia hokana. Oltragge (1977) ha tratado de relacionar el jicaque con el tlapaneco-subtiaba pero la evidencia en favor es débil y no concluyente.

## Descripción lingüística

### Comparación léxica
La siguiente lista muestra algunos cognados entre el proto-jicaque y el tequistlateco:
| GLOSA    | Proto-jicaque | Tequistlateco |
| -------- | ------------- | ------------- |
| ceniza   | *(p)ɨpʰɨh     | -abi          |
| barba    | ʦʼɨk          | -šigo         |
| muchos   | *pɨlɨk        | aš-pelaʔ      |
| sangre   | *kʼaʦ         | -hwáʦʼ        |
| azul     | *ʦʼuh         | -šuih         |
| hueso    | *kʰele        | -gaɬ          |
| quemar   | *-pe          | -biʔ          |
| huevo    | *pehy         | -biʔe         |
| grasa    | *pɨneh        | ifuŋgi        |
| marido   | kewan         | -guweʔ        |
| iguana   | *hepWe        | -weboʔ        |
| tierra   | *amah         | -amáʦʼ        |
| semilla  | setel         | -giʦalaʔ      |
| piel     | polok         | -biɬʼ         |
| hablar   | *wele         | -balay-       |
| ardilla  | *(ʦʼ)ɨʦʼɨh    | ʦʼeʦʼeʔ       |
| piedra   | *pe           | -bik          |
| coatí    | peyom         | -š-piyami     |
| lengua   | *pelam        | -báɬ          |
| lavar    | *-paʔ         | -ba-          |
| blanco   | *pHe          | -fuh-         |
| cabeza   | *-hwak        | fha (< *Wak)  |
| (Plural) | -Vk           | -kʼ           |

Esta tabla incluye las correspondencias fonéticas /l/-/l/, /p/-/b/, /p/-/f/, /ʦ(ʼ)/-/š/, /k/-/g/, /m/-/m/ y /hw/ - /W/.